# Buk (Jindřichův Hradec)
Buk (německy Buchen) je vesnice, část města Jindřichův Hradec v okrese Jindřichův Hradec v Jihočeském kraji. Nachází se asi 3,5 kilometru jihozápadně od Jindřichova Hradce. Buk leží v katastrálním území Buk u Jindřichova Hradce o rozloze 7,17 km².

## Historie
První písemná zmínka o vesnici pochází z roku 1383. V letech 1938 až 1945 byl Buk v důsledku uzavření Mnichovské dohody přičleněn k nacistickému Německu.

## Obyvatelstvo
| Rok            | 1869 | 1880 | 1890 | 1900 | 1910 | 1921 | 1930 | 1950 | 1961 | 1970 | 1980 | 1991 | 2001 | 2011 | 2021 |
| -------------- | ---- | ---- | ---- | ---- | ---- | ---- | ---- | ---- | ---- | ---- | ---- | ---- | ---- | ---- | ---- |
| Počet obyvatel | 447  | 473  | 461  | 521  | 497  | 432  | 409  | 335  | 294  | 265  | 221  | 183  | 214  | 260  | 271  |
| Počet domů     | 72   | 76   | 69   | 72   | 73   | 73   | 83   | 77   | 70   | 67   | 65   | 78   | 84   | 100  | 113  |

Poznámka: V roce 1921 bylo 110 obyvatel české národnosti a 319 obyvatel bylo německé národnosti.

## Obecní správa
Při sčítání lidu v letech 1850–1963 Buk byl samostatnou obcí v okrese Jindřichův Hradec. Od roku 1964 je částí města Jindřichův Hradec ve stejnojmenném okrese. V letech 1850–1879 k obci patřila Matná.